# Ouerghemma
Les Ouerghemma (berbère : Iwerɣemmiyen, tifinagh : ⵉⵓⵔⵖⵎⵉⵢⵏ, arabe : ورغمة) sont une confédération tribale du sud-est de la Tunisie. Présentée comme tantôt comme berbères,, tantôt comme berbères arabisés et tantôt comme arabes berbérisés pour certaines fractions Ouderna. Toutefois, Gianni Albergoni, Sonia Ben Meriem et François Pouillon retirent une certitude : tous les groupes installés entre Gabès et la frontière tripolitaine peuvent être définis comme « berbères », comme empreints à des degrés divers d’une « berbérité » qui les caractérise collectivement. L’unanimité est telle sur ce point qu'ils sont surpris d’entendre aujourd’hui les intéressés évoquer aujourd'hui une origine et une identité revendiquée comme arabe.

La grande confédération berbère des Ouerghemma était forte de 100.000 âmes,. Le docteur Bertholon, fondateur de la Revue tunisienne, président du très officiel « Institut de Carthage », qui a parcouru l’Extrême-Sud dans les fourgons du corps d’occupation déclara à leur propos :
On a commis à l’égard de cette région, déclare-t-il dans une monographie qu’il lui consacre, la même erreur qu’autrefois pour la Kabylie. Nous avons trouvé entre Gabès et la Tripolitaine une sorte de petit État berbère, semi-indépendant ; notre intérêt était de lui conserver son originalité et son autonomie ; au lieu de cela nous l’avons soumis à l’influence beylicale. Grâce à nous actuellement on l’arabise ; de la sorte on unifie la Régence. Cette unification ne peut se réaliser qu’à notre détriment en vertu de l’axiome qui commande de diviser pour régner (Bertholon 1894, 170).
Les Ouerghemma forment depuis le XVIe siècle une alliance de sécurité pour la majeure partie des populations vivant entre la mer et le désert et qui ont étendu leur influence sur une vaste zone du sud-est de la Tunisie, de l'oued ez-Zess dans la région de Mareth jusqu'à la frontière tuniso-libyenne, représentant la majeure partie de la plaine de la Djeffara.
Les combats incessants que durent livrer les Ouerghamma aux Arabes firent de cette tribu berbère un instrument de guerre de premier ordre. Les Ouerghamma, constitués en tribu makhzen, ont encore durant la période du protectorat français la garde de la frontière tripolitaine.

## Histoire
On retrouve la dénomination Ouerghemma depuis le début du XIVème siècle notamment dans le célèbre voyage de Tijani de 1306 à 1308 parlant des habitants de Ghomrassen comme étant « une population de berbères Ouerghemma ». Le célèbre savant Ifriqiyen du XVème siècle Ibn Arafa qui était aussi originaire de Ghomrassen appartenait aussi à cette tribu.
Les Ouerghemma se disent descendant des sept frères, venus avec leur père le Moussa ben Abdallah El Ouerghemmi, il y a maintenant environ plus de douze générations, de la Seguia El-Hamra et Oued Ed-Dahab. Leur père appartenant aux achrafs (d'origine liée au prophète) qui aurait beaucoup de prestige auprès du Sultan hafside, cette place dans la hiérarchie des hafsides à Tunis les avait obligés de quitter le palais des hafsides pour se diriger à I'intérieur du pays pour ne pas nuire à ses relations avec la cour. Le père fondateur reste à Tunis jusqu'à sa mort, où il y a une zawiya qui porte son nom dans le quartier de la kasba.
Arrivaient au ksar des Hamdoun qui deviendra Ghomrassen, une autre version dit que Moussa accompagné de six compagnons six frères avec mission de réislamiser la région. La manière pacifique basée sur la mission de réislamiser la région, formait un établissement durable qui donnera naissance à des tribus pieuses ou de formation théologique au sein du groupe de Touazine à titre d'exemple la famille Bettaieb, et la famille Abdelkebir ou Kebaieria connue dans la Jeffara et en Tripolitaine par leur pouvoir guérison des nouveaux nés, pouvoir hérité du père au fils. Toutes ces tribus Touazine sont des tribus guerrière.
Il y a des versions différentes et des écrits légendaire autour du partage qui se fait à la mort de Moussa Ben Abdallah de Ghomrassen ancienne Hamdoun jusqu'à Aurghamma au coeur de la Jeffara, les six tribus sœurs se repartissent dans la Jeffara tuniso-occidental et Tripolitaine dans des zones d'action en plaine et en montagne; ils deviennent les ancêtres des sept tribus.
Les groupes berbères sont déjà reconstitué par les marabouts Lemtouna, dans la falaise par les disciples de Moussa ben Abdallah El Ouerghemmi et sur le littoral par les quatre autres missionnaires de la seguia El-Hamra. Le territoire des Ouerghemma s'étend dés lors depuis la falaise jusqu'à la mer.

### Invasion Hilalienne
En 1052, les premières tribus arabes des Banu Hilal arrivèrent. Les Berbères se réfugièrent dans les montagnes du Djebel Matmata et du Djebel Demmer, faciles à défendre. A eux, pendant 150 ans, les occupants de la plaine ne songèrent pas à les déloger ou ne purent y parvenir. Vers la fin du XIIIe siècle, les Banu Hilal eux-mêmes chassés par de nouveaux arrivants, les Banu Sulaym, doivent continuer leur migration vers l’Ouest, atteignant Tlemcen. Une fraction des Sulaym, les Ouled Debbab, s’installa dans la plaine. Mais constamment en lutte contre les autres tribus arabes qu’elle avait repoussées vers le Nord, contre celles qui arrivaient encore de l’Est et occupaient la Tripolitaine actuelle, en lutte continuelle aussi contre nos Berbères à l’écart dans les montagnes désolées et réunis dans une grande confédération des Ouerghemma, ces ouled Debbab s'affaiblissent et au XVIe siècle, ils ne sont plus en état d’imposer leur volonté.
Ce furent les Ouderna, fraction des Ouerghemma qui attaquèrent, chassant de chassant de l’oued Tataouine la tribu arabe des Ouled Yacoub qui fut contrainte, de s’enfoncer dans la zone saharienne, au Nefzaoua où nous les retrouverons. Cette action de vigueur fut suivie d'un mouvement de fusions entre les berbère Ouderna et les débris des tribus arabes Ouled Debbab qu'ils autorisèrent à demeurer dans la Jeffara. On retrouve le nom de cette fusion dans le nom des Ouled Debbab, tribu des Ouderna, qui a gardé le nom même des envahisseurs. À peu près en même temps, d’autres groupes des Ouerghemma, les Touazine, viennent aussi s'établir à Metameur, repoussant au sud les Nouaïel que l'on retrouve sous ce nom en Tripolitaine, en bordure de la frontière, et au nord les Hazems qui habitent le territoire de Gabès auprès des Hamernas issus comme eux des Banu Sulaym. Les berbères Ouerghemma avaient donc repris leurs terrains de la Jeffara, ruinés et dévastés par les envahisseurs et en absorbant les derniers débris des tribus arabes soumises.

### La reconquête de la Jeffara sur leurs envahisseurs
Vers le XVème siècle, Mansour Ben Khalifa, s’installe chez les Hamdoun (actuels Ghomrassen), troglodytes du Djebel Demmer. Peu après, les rejoignent six marabouts, guidés par Moussa Ben Abdallah El Ouerghemmi, qui tous portent le message de la Seguia El-Hamra. Ces missionnaires s’attachent à réformer l’Islam de leurs hôtes montagnards et prêchent la concorde. Les Berbères, oubliant leurs discordes, prennent en signe d’union et de renouveau le nom d’Ouerghamma.
Vénérant Moussa Ben Abdallah, ils lui consacrent à sa mort vers 1500 une goubba entre Tataouine et Beni Barka.
Conscients de la force que leur donne l’unité, les Ouerghamma décident de reconquérir leurs plaines et procèdent en assemblée générale au partage de leurs prochaines conquêtes. Mansour, refusant le commandement suprême, revendique avec les siens la garde du foyer religieux dans le Djebel et fonde Ghomrassen. Les cinq autres marabouts prennent respectivement la tête des Tarhouna, Touazine, Hararza, Khezour et Ouderna.
La famille la plus forte des nouveaux venus, celle des Ouerghemma, se vit à peine en sûreté dans ses rochers qu'elle chercha à venger ses défaites passées. Dès le milieu du XIIème siècle, ils sont en toute occasion en lutte contre les Arabes du voisinage. Au XVIème siècle enfin, les Ouderna donnant le signal d'un mouvement qui dure encore à l'époque du protectorat, descendent du plateau, fondent Médenine et Métameur, chassent les Hazem vers le Nord et les Nouail vers le Sud et s'introduisent ainsi, comme un coin entre les deux fractions des Oulad Debbab.
Dans leur marche vers le Sud, les Ouderna affrontent les Ouled Yacoub, les Athaya et les Aterma. Ces derniers, encore puissants, les refoulent dans le Djebel Abiodh où vit un compagnon méconnu de Moussa Ben Abdallah, Bou Djelidat, qui donne son nom à ses hôtes montagnards. Ce marabout sauve les Ouderna du massacre par un miracle, et les réconcilie avec les Athaya qu'ils exterminent. Mais les Aterma se laissent absorber par leurs compagnons de lutte ou se replient vers le Sahara. Au contraire les Djelidat, grâce au rayonnement de leur saint patron, s'unissent aux vainqueurs sans rien perdre de leur originalité ni de leur caractère religieux. Pour venir à bout des redoutables Ouled Yacoub, les Ouderna abattent leurs chefs conviés à un miaad et restent les seuls maîtres de la Jeffara.
Les Khezour se divisent en quatre fractions commandées par les fils de leur chef Khezouri. Aoun Ali installe ses compagnons dans la vallée de l'Oued El Halouf, tandis que Meztouri se dirige avec les siens vers Ksar Biouli. Les Khezour prennent bientôt sous leur protection les Hararza, et ces deux groupes associent leur destin, sans perdre leur originalité, à celui des Touazine. Ensemble, ils descendent du Djebel Demmer et s’insèrent entre les Hazem au Nord et les Nouail à l’Est. Les Hazem, s’appuyant sur les Beni Zid, ne reculent pas au-delà de l’Oued Zeuss ; les Nouail cèdent du terrain, et les trois tribus Ouerghamma les refoulent progressivement. Entre-temps, les Ouderna, à qui le sort a donné en partage le Sud, se heurtent à de plus vives résistances. 
Les Accara délogeaient les Nouail de Zarzis, Ces derniers s’étant établis au Sud-Ouest de la Sebkha el Melah, à Gassem Nebèche, furent encore refoulés vingt ans plus tard, par les Touazine et les Accara réunis. Ils se retirèrent plus à l’Est, au Sud d’el Biban, où se trouvaient les petites fractions Tripolitaines des Oulad Chebel, et pour se mettre en mesure de résister à leurs adversaires, ils bâtirent un fortin nommé Ksar Ben-Gardane, du nom du maçon qui l’édifia. Ce vieux fortin existe encore. Il ne servait, à l’époque où il fut construit, qu’à emmagasiner les récoltes et n’était occupé que par quelques gardiens, mais il devenait à l’occasion un excellent point d’appui pour les Nouails.
L'action des Berbères du Djebel Demmer ne prend l'allure pas d'un mouvement anti-musulman, ni même d'une hérésie comparable au Kharedjisme. La « descente » des Ouerghemma ne peut pourtant être ramenée à une simple réoccupation de terres par de légitimes propriétaires redevenus assez forts pour chasser les spoliateurs. Il semble que la reconquête tienne moins compte des droits passés que des possibilités du moment. Quoi qu'il en soit les Ouerghamma, à partir de la fin du XVème siècle, agissent comme un coin enfoncé entre diverses tribus de conquérants. Sans doute cette tension permanente explique-t-elle la relative cohésion qu'ils observent et qui se traduit à l'échelon le plus élevé par l'existence d'une Confédération. Les Ouled Yacoub, descendants des Debbab, ne possèdent rien de comparable pour les unir : ils sont fiers de leur même origine arabe, se rangent le plus souvent dans les mêmes ligues, mais rien de plus. Un Khezour et un Touazine se déclarent Ouerghamma, un Beni Zid et un Nouail, quels que soient leurs affinités et leurs liens, sont Beni Zid ou Nouail.

### Caïdat des Ouerghemma
Les Ouerghemma, décrit comme une tribu nomade d'origine berbère, occupait la vaste région de la Jeffara soit plus de 30% de la superficie de la Régence de Tunis . 
Avant l'instauration du protectorat français en Tunisie en 1881, la Jeffara connaissait un mode de vie traditionnel. Les tribus nomades des Ksours: Touazine, Accara, Ouderna, Ghomrassen, Djbalia formaient la confédération des Ouerghemma vivaient dans le cadre d'une économie de subsistance avec une symbiose établie entre groupes de sédentaires dans les montagnes et les ksours de plateaux, et groupes de semi-nomades et des nomades dans la plaine de Jeffara.

Jules le Boeuf, capitaine, adjoint ou chef du service des Affaires Indigènes à la Résidence Générale de France à Tunis disait en 1909 :
"Dans ce lieu de transition, l'isthme d'Oudref, entre les chotts et la Mer, au nord de Gabès, la voie traditionnelle des peuples migrateurs qui envahissent le Maghreb. Dès la plus haute antiquité, les territoires situés au sud de cette chaussée naturelle vivent le heurt des races parties de l'est à la conquête de l'occident et les opiniâtres défenses des autochtones mille fois vaincus, jamais soumis et toujours adhérents à la terre de leurs ancêtres... Au moment de l'occupation française en 1881, ces populations groupées en confédérations guerrières à demi indépendantes, formaient entre la régence de Tunis et le Wilayat de Tripoli une sorte d'Etat tampon dont le gouvernement du Protectorat français a maintenu le principe en les constituant en tribus (makhzen) sous la surveillance de l'autorité militaire" (J. Le Boeuf, 1909).
Le docteur Bertholon Kabylie qu'ils ont trouvé entre Gabès et la Tripolitaine une sorte de petit État berbère, semi-indépendant, qu'ils ont soumis à l’influence beylicale avec le protectorat et l'arabise en l'unifiant à la Régence.
Les sources historiques s'accordent en même temps à dire que cette région a de tout temps été une zone de peuplement et de passage faisant de la Jeffara une pièce maîtresse dans le jeu international de rivalités et d'influences entre les beys de la régence de Tunis, la France, les Ottomans de la Tripolitaine, l'Angleterre, l'Espagne, et l'Italie, par pacte d'alliance, confréries et groupes tribaux (confédération) interposés, aussi bien sur la plaine du littoral que dans les profondeurs sahariennes.
Gabriel Charmes disait en parlant des Ouerghemma que le territoire de cette tribu s'étend entre la ligne des chotts et la Tripolitaine, il comprend des terres de culture, des pâturages sahariens et de nombreux villages. Les Ouerghemma, qui peuvent mettre en ligne 8 à 9000 fantassins et 1800 à 2000 cavaliers, ont toujours joui d'une grande indépendance, placés aux avant-postes de la Tunisie, sans cesse en lutte avec les Nouaïls de la Tripolitaine, le bey n'a jamais exercé sur eux d'action directe, il ne s'en est servi que pour garder la frontière et pour lever des taxes sur les autres tribus, en leur accordant à eux-mêmes des exemptions d'impôts et des privilèges qui les ont rendus maîtres chez eux.
Dans la Régence de Tunis, les troupes irrégulières sont les autochtones et des étrangers : des Turcs, des Zouaouas (Kabyles), des makhzens, des spahis et des mezerguyas (lanciers, tireurs fournis par les tribus makhzen). Cette armée qui ne dépasse jamais la limite des chotts se trouve remplacée chez les Ouerghemma par une armée tribale ou populaire.

Ils ont maintenu cette indépendance pour l'avoir farouchement défendue contre les nomades pillards et contre les collecteurs d'impôts du Bey :
Très batailleurs comme tous les Kabyles, ils n'ont jamais payé l'impôt que lorsque cela leur a plu, c'est-à-dire très rarement (Philebert, 1889, 41)
Les pouvoirs étrangers et l'usage de la force et la pratique diplomatique qui dissocie les tribus formant une société marquée par des valeurs guerrières et groupées en confédération semi autonome. Cette société se trouvant entre la régence de Tunis et la Wilaya de Tripoli forme une sorte d'Etat tampon considéré par le protectorat français comme tribus Makhzen dans un territoire décrété militaire et marginalisé par les Beys de Tunis et les Ottomans de Tripoli.
La Jeffara, espace de souveraineté confuse et partagée par les tribus et les pouvoirs étrangers, cet espace saharien a été produit par la superposition diachronique de deux espaces politiques, celui du pouvoir central tendant à créer une rivalité avec d'autres pouvoirs périphériques établissant ainsi un rapport annexion.
C'est ce fond autochtone qui donne le meilleur exemple d'un pays, d'un territoire, de tribus et confédération en indépendance presque totale de tous les pouvoirs centraux ayant depuis plus de deux mille ans connus évolution plus constamment centralisée et dirigée à partir de ces foyers.
Jean Poncet disait que constamment centralisée et dirigée à partir de ces foyers, et l'un des foyers qui s'est centralisé durant l'époque ottomane et précoloniale jusqu'à devenir une sorte d'Etat tampon, entre la province de Tripoli et la régence de Tunis. Cet Etat tampon concrétisé dans l'esprit des militaires français qui font une lecture de l'histoire dont les sources et le fond viennent de leurs souvenirs et de leur vie quotidienne dans ce territoire décrété militaire, c'est celui de la Jeffara tuniso-tripolitaine .
Cette société se basant sur l’oralité comme les voyageurs Mohamed Tijani, ou Mohamed El Hchaichi à travers le sahara et la tripolitaine et Ahmed Ibn Abi Dhiaf, (chroniqueur aux palais des beys), etc ... La plupart de ces voyageurs avaient des litiges avec les Ouerghemma qui ignoraient le pouvoir central des beys de la régence de Tunis. A titre d’exemple Mohamed El Hchaichi c’est lui l’éditeur du livre « La perle fine et les bonnes intentions de l’Etat français » en 1881. Tous ces historiens et voyageurs étaient sympathisants de l’intervention étrangère coloniale, ou du pouvoir central des beys. Ils ont évité le passage chez les Oueghemma connus par leur indépendance presque totale de tous les pouvoirs centraux ce qui a retardé l’obtention de plus en plus de détails sur cette société et ces espaces contestataires durant le XVIII, XIX et début de XXème siècle vis-à-vis du pouvoir central qui a largement ignorée la Jeffara et les Jeffariens.
Malheureusement, la littérature du XIXème siècle ne nous donne pas de renseignements précis, à l'exception des contes et le retour triomphal des cavaliers accompagnés des youyous des femmes. Les Ouerghemma n'oublient pas les souvenirs lointains d'une menace qui venait des tribus de l'Est, de la Tripolitaine des frères ennemis des "Siaane" et des "Nouaiel" jusqu'à conserver l'habitude de se diriger en course ou «Fantasia» toujours vers une orientation qui est toujours l'Est, également les tentes sont orientées vers l'Est par mesure de sécurité pour voir l'arrivée de l'ennemi en cas d'attaque dès son apparition aux horizons de l'espace résidentiel. Cette orientation vers l'Est trouve son explication fondamentale en se référant à la direction des lieux Saints, la "Qibla" c'est-à-dire La Mecque.

Jules le Bœuf, capitaine adjoint au chef du service des affaires indigène, à la résidence générale de France à Tunis, correspondant honoraire du ministère de l'instruction publique disait en 1909 : 
En 1881 la confédération des Werghemma formait une petite république indépendante ayant ses lois, spéciales “le Khanoun Chartia” réglant la police intérieure de la confédération et appliquée par le “Cheikh Chartia” magistrat élu et le “Kanoun Orfia” ou code des droits d'usage régi par un des anciens de la tribu, appelé “Cheikh El Orf”.... la puissante confédération ne dépendant que nominalement des beys de Tunis, s'était organisée de façon à pouvoir soutenir seule la lutte contre ses voisins.
Les pratiques ibadites dont on les soupçonne, à l’instar de leurs « frères » du Mzab, ne sont qu’un aspect de l’esprit d’indépendance qui caractériserait l’ensemble de leurs institutions politiques. 
Ils rejettent, pense-t-on, toute législation centrale et ne respectent que leurs propres coutumes, consignées dans un qantin, et les décisions de l’assemblée de la tribu, le mi’ad où, « démocratiquement », tous les hommes adultes participent à la décision (Bertholon, 1894, 183 ; Rebillet, 1886, 45)
La Régence de Tunis va constituer en 1896 un foyer culturel où seront formés de nombreux dirigeants "La Khaldonia". Parallèlement à ce mouvement et bien avant cette date et vers 1837, la confédération des Ouerghemma au sein de la Jeffara tuniso-tripolitaine manifeste des réactions à l'égard de cette agression bien qu'encore relativement assez lointaine dans le temps et dans l'espace mais très menaçante et prévisible, nous devions chercher ces réactions dans deux sortes de sources, l'oralité et le pouvoir du verbe qui restent l'origine du patrimoine culturel de cette société pour véhiculer toutes les mutations socio-économiques endogènes et exogènes liées à ces espaces et à ces hommes.
Au XVIIIe siècle, durant la guerre qui oppose Ali Pacha et Hussein Bey, ils rejoignent le clan husseinite. Ils sont donc constitués en tribu du makhzen.

### Protectorat Français
L'intervention militaire française a obligé Sadok Bey à accepter la mise en tutelle de la régence de Tunis assez rapidement, encouragée par la volonté du pouvoir de Bey d'assurer I'autonomie de la dynastie surtout après avoir vu le sort du Bey d'Alger en  et le Bey de Tripoli. Le territoire des Ouerghemma est devenu territoire militaire, zone de peur et de menace pour tous les pouvoirs centraux qui jouent toujours le jeu diplomatique et une valse de politique qui a été toujours confus. Charmes voit dans le territoire des Ouerghemma une frontière à dominer pour isoler l'Afrique française de l'islam. La France applique une politique différente entre le Sud militaire et les régions dociles du Nord (Medjerda et Sahel) qu'elle administre plus souplement. Elle avait pour projet consolidé la séparation avec création d'une frontière écologique pour isoler la Jeffara. La conquète de l'Aradh est le dernier champs de bataille avant la confrontation avec les Ouerghemma. Le 22 juillet, l'officier Garnault est informé de la décision prise le 17 juillet par le gouvernement français d'occuper les villes de Gabès et Djerba. Une puissante flotte de guerre est déployée pour l'attaque. Gabès tombe rapidement, par la mort au combat du chef de la résistance, le Mufti El Hadj Jilani. À Djerba, les bombardements sur Houmt Souk sèment la panique parmi les habitants traumatisés par le sort de Sfax et Gabès. Dans le même temps, les autorités religieuses locales, comme le Cadi des Khouzours, appellent à la résistance contre l'envahisseur français au nom de la confédération des Ouerghemma, alimentant les craintes d'une révolte généralisée. Saussier vise à contenir la résistance au sud, démontrant l'isolement des insurgés face aux renforts ottomans. Des tribus, suivant l'exemple d'Ali Ben Khalifa (réfugié au-delà de Médenine), franchissent la ligne rouge du chott, marquant la limite de la pacification française. Les autorités coloniales évitent la zone frontalière tuniso-tripolitaine, priorisant une séparation administrative entre le Nord soumis (Tébessa-Gafsa-Gabès-Djerba) et le Sud en cours de soumission, selon des décisions gouvernementales plus que militaires. L'occupation française de Sfax, Gabès et Djerba face à la Jeffara a reposé sur un dispositif militaire limité 8 000 hommes envoyés par Paris et sur l'appui crucial de l'armée beylicale tunisienne, conformément aux clauses du traité du Bardo établissant le protectorat.
Lors de la colonisation française, certaines tribus se réfugient en Tripolitaine, tandis que d'autres font allégeance au protectorat.
Historiquement, ils sont réputés comme étant d'excellents cavaliers, et sont proches des Hamama.

## Étymologie
La dénomination de la confédération, Ouerghemma, vient certainement des Beni Ourghma, une branche des Aït Demmer (Beni Demmer). Demmer désigne une montagne de la région de Tripoli formant l'extrémité occidentale de la chaîne qui s'étend au sud de cette ville, jusqu'aux environs de Gabès. On appelle Aït Demmer ou Aïd Demmer les habitants de cette montagne, c'est-à-dire « enfants des Demmer ».

## Origines
Les Aït Demmer, une tribu zénète, fournissent un grand nombre de branches qui habitent les montagnes et les environs de Tripoli. L'une de leurs fractions s'adonne à la vie nomade et fréquente les plaines de l'Ifriqiya occidentale.
Les Beni Ourghma, tribu qui a donné son nom à l'ensemble de la confédération des Ouerghemma, est une branche des Aït Demmer, habitent les montagnes proches de Tripoli ; les Beni Ournîd forment aussi une branche considérable de la tribu des Demmer et possèdent de nombreuses ramifications, parmi lesquelles les Beni Ourtantîn, les Beni Gharzoul et les Beni Tofourt.

## Géographie
Selon le commandant François Rebillet (capitaine du 4e régiment d'infanterie) dans son ouvrage Le Sud de la Tunisie (1886), citant les auteurs arabes du Moyen Âge, le terme djebel Demmer s'applique à toute la région montagneuse qui s'étend du djebel Nefoussa jusqu'au sud de Gabès, « sur une longueur de sept jours de marche ». Les cartes modernes divisent cette région entre le plateau des Matmata, le djebel Douiret et le djebel Abiodh : ce sont des divisions exactes et nécessaires mais c'est une restauration utile que celle du seul terme par lequel on puisse désigner l'ensemble des plissements qui forment l'ossature du Sud tunisien.

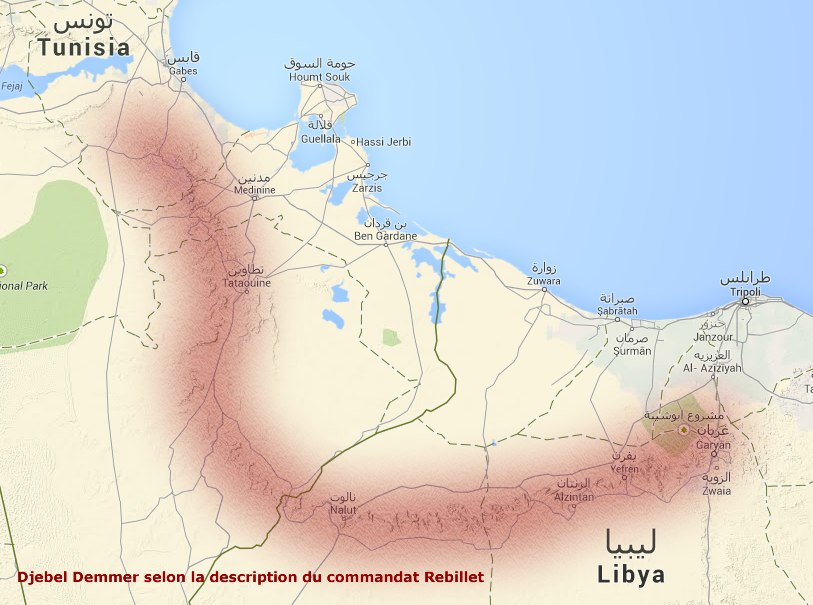
Localisation du djebel Demmer selon la description du commandant François Rebillet.

## Composition
La confédération est composée de six tribus : les Accaras (dont les Mouensa), les Touazine (dont les Ouled-Mahmoud et les Ouled-bou-Zid), les Khezours (dont les Mehabeul, les Temara, les Rebenten, les Hararza et les Haouaïa), les Ghoumrassen, les Ouderna (dont les Ouled-Selim, les Ouled-Abd-el-Hamid et les Djelidat) et les Djebalia.
Au XIXe siècle, la population de la confédération est estimée entre 20 000 et 25 000 personnes.

## Dialecte
Le dialecte de ces tribus est majoritairement un arabe similaire à celui parlé par les tribus libyennes voisines. Certaines tribus comme les Ghomrassen et les Douiret utilisent la langue berbère, avec un dialecte similaire à celui de Zaouïa et du djebel Nefoussa (Libye) ou au chaoui (Algérie)[réf. nécessaire].